# 福海卢厝
福海卢厝又名卢国梁宅,是一座建于1905年（清光绪三十一年）的近代民居建筑，地处中国福建省厦门市思明区围仔内巷5号，于2013年1月被列入福建省第八批省级文物保护单位，被认为是厦门古民居的代表性建筑。
福海卢厝坐东北朝西南，由中轴线上的院门、院埕、前，后两落横向对称的大厝及东，西两侧纵列的护厝组成，为典型的“二落带护龙”式闽南红砖古厝。其平面布局呈长方形，总面宽26.6米，通进深33.3米，占地面积为971.9平方米。福海卢厝前落面阔三间、进深一间，后落面阔三间、进深二间，其建筑结构为砖石木混合结构，建筑梁架均属抬梁式结构，屋顶为硬山式屋顶。
由于该建筑地处厦港街道福海社区辖境，为晚清商人卢安邦兴建的古厝。所以它在2010年代初期被冠以福海卢厝这一官方名称。在此之前，该建筑还有卢厝、厦门卢厝、卢安邦宅、卢国梁宅、卢氏宅、卢屋、卢垵宅等称呼。

## 建筑历史
福海卢厝由旅菲商人卢安邦（原名卢国梁）于1905年（清光绪三十一年）兴建，历时三年完工。根据卢安邦曾孙卢合浦和厦门博物馆原馆长龚洁的说法，福海卢厝的兴建同卢安邦儿子的婚姻有关：卢安邦在菲律宾从事航海货运、地产、橡胶等贸易，因而成为了富商。富裕后，卢安邦听闻蒋厝（当时厦门岛面积最大的红砖厝之一，距离卢厝不远，至今仅存部分建筑。）大小姐蒋顺喜样貌美丽，便托人为其儿子卢文彪说亲。对此，蒋厝家主表态到:除非卢家兴建起比蒋厝还要漂亮的新厝，否则他不会将他家的闺女嫁给没有像样房子的卢家。于是卢安邦同蒋厝家主订下婚约，随即又邀请名家设计，备料施工。他于蒋厝对面百米处购买了十几处民居，并将其全部推平成一块面积近一千平方米的坡地，于此大兴土木。三年后，由于新落成的卢厝比蒋厝更华丽、更现代化，蒋厝家主信守承诺，将蒋顺喜嫁予卢文彪，从此留下了一段佳话。

## 院门、院埕

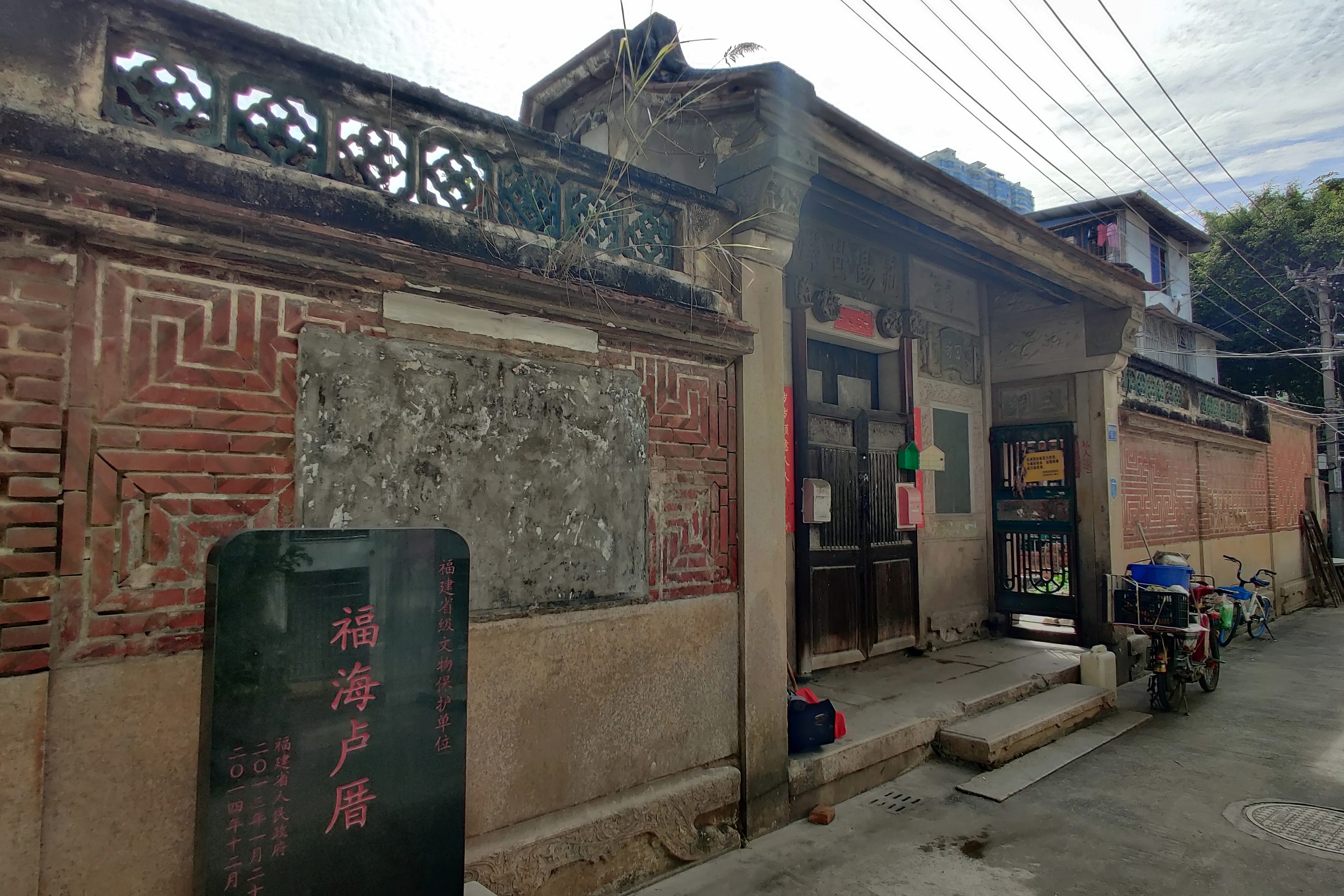
福海卢厝的院门外侧

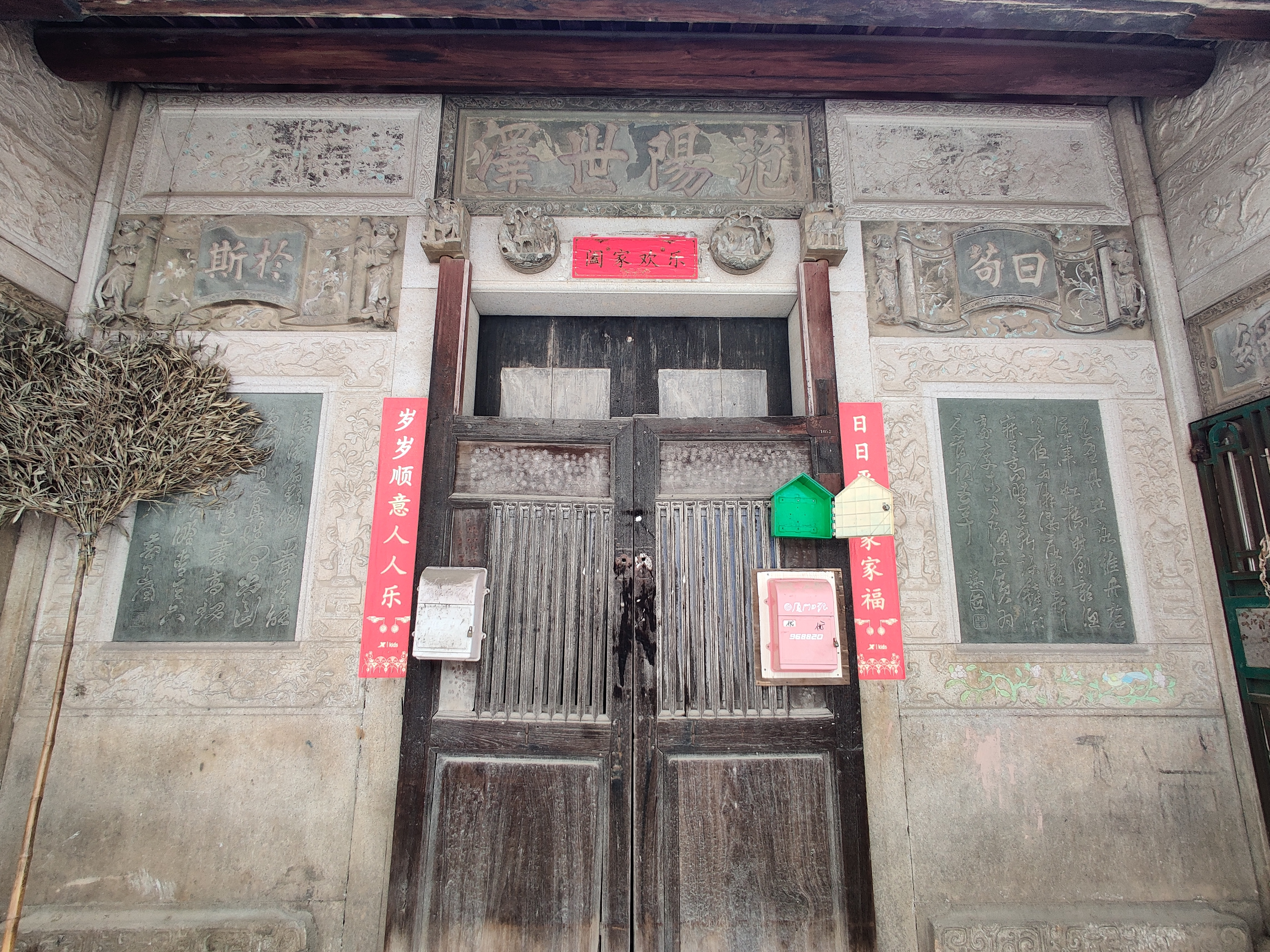
福海卢厝的大门近照

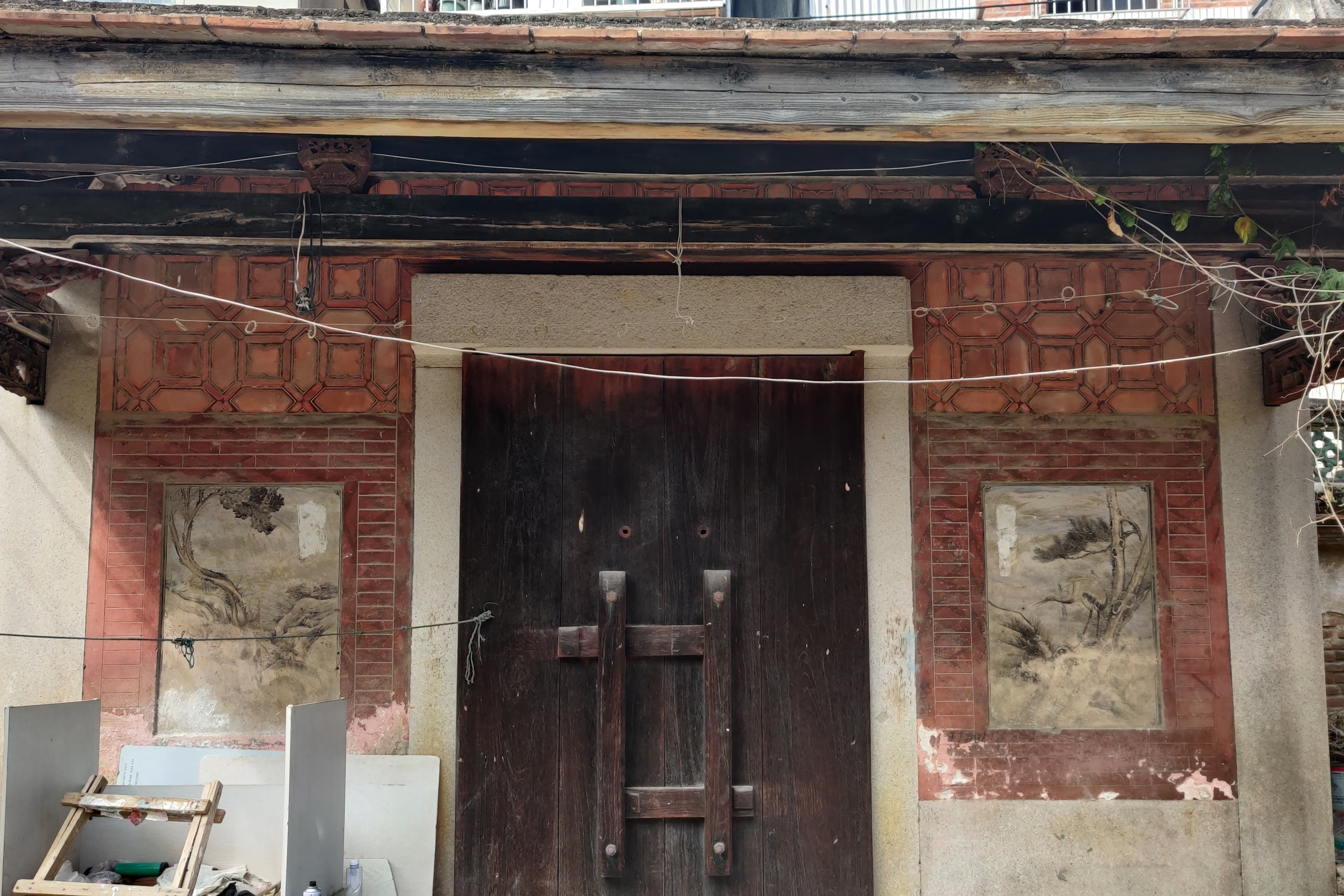
福海卢厝的院门内侧

福海卢厝的最前部为院门。其面扩一间，进深二间，正面为凹形门廊，背面为檐廊，开有正中大门及两侧小边门。院门主要由白色花岗岩和青绿色辉绿岩的石板、石条、石柱、石梁榫拼而成，其中正中大门上镌刻“范阳世泽”，周边嵌有大量花鸟纹、诗词等石雕板。院门为马鞍脊硬山顶，土形山尖，两面坡瓦楞屋面。
院门两段平接院墙，合围成长方形院埕。院墙自下而上由花岗岩长条“地牛”、墙裙、红砖墙堵及方形琉璃花格栏杆组成。长方形院埕为花岗岩条石地面，东南角建有厨房，附有一口水井，西南角建有“发电”屋。

## 主体建筑
福海卢厝的主体建筑由横向对称的前、后两落大厝组成“二落带护龙”式布局。大厝间设有方形天井，天井东、西两侧为亭廊(已塌）。
前落大厝的前部正中为凹形门廊（凹寿），背部临天井有横向檐下步口廊；前落面阔三间，进深一间，明间为门厅，左、右次间设有厢房，房内搭阁楼；抬梁式木构梁架，硬山顶，弯曲形燕尾脊，硬山顶，两面坡瓦楞屋面。
后落大厝前部为宽檐廊，两端开边门(巷门）通向护厝，寿屏后有小门接横向巷弄，并于两侧护厝连通。巷弄一侧有后门通向外界；后落面阔三间，进深二间，房基略高于前落，屋顶举架、进深亦较前落高而宽阔。中部为宽敞的正厅，两侧各有两间厢房，厅堂后边有高大通顶的寿屏神龛，仍保留镶嵌石雕板的石构须弥座和寿梁、开天跺，但木雕神龛屏已毁。现存石构须弥座长2.7米，宽1.27米，高1.05米。

## 护厝
福海卢厝主体建筑的东、西两侧各建有一列护厝，与大厝之间隔着高大密实的厝墙和狭长的天井。护厝可分为前、后两截，各有一厅二房，天井也以中部过水廊和漏空隔断墙分割成前、后两个小天井，这样便形成了围绕大厝的四个相对独立且带有小天井的小合院单元；护厝前部有凹形门廊和过水门通向户外，中部有过水廊、巷门通向大厝的中央天井，后部通过横向巷弄相互联系。两侧护厝前院的小天井均加盖有小方亭，用于休闲、会客。两列护厝和小方亭均为马鞍脊，硬山顶，两坡瓦楞屋面。

## 西式生活设施
福海卢厝虽为晚清时期建造的闽南传统民居，但在用水、照明、取暖等方面都采用了当时西方的先进技术。福海卢厝通过铺设的暗管，从“发电”(其原理为：电石与水作用，产生易燃的乙炔气体，俗称臭土。)房和厨房顶端的蓄水池向室内和后院供气、供水，形成气体照明灯和自来水。
至今，人们仍能从墙边屋角依稀可辨的管道、铜制水头残迹和门窗顶上残留的灯头中，看出福海卢厝的西式痕迹。
此外，福海卢厝亦在卧室中设西式壁炉供暖，在亭、廊及院墙分布运用了釉面花纹瓷砖地面和琉璃花格。这些例证都表明了福海卢厝“中西合璧”的特点。

## 建筑布局
福海卢厝的整体布局由中央的四合院与四周环绕的四个小合院组成，呈相互关联的有机整体。虽然大厝与护厝之间以厝墙分开、护厝与护厝之间以隔断墙隔开，且各自分别由凹寿门、过水门及后门出入户外。但建筑内部又以前后贯通和左右相接的纵横交错之檐下步口廊为连通纽带，且大厝与护厝之间有过水廊和巷门、护厝与护厝之间有巷弄和小门相互连通。
福海卢厝身为厦门传统民居的代表，它既留存着大量中国传统木构建筑的特征，又兼具鲜明的闽南地方特色：身为中国传统木构建筑，福海卢厝采纳了中轴对称、四合院式的平面布局，其主体建筑与附属建筑亦在体量、屋顶样式、基础高低、装饰等方面展现出明显的等级区别，且屋顶造型拥有曲线形屋脊和弧形屋面的特点。身为闽南传统民居，福海卢厝又在建筑用料、建筑风格和装潢雕饰上展现强烈的闽南古厝特色。此外，身为近代民居，福海卢厝在设施配套、装潢雕饰等方面都深受西方文化及科技的影响。

## 建造材料
福海卢厝的建造材料相当考究。其木材使用了从菲律宾进口的杉木、楠木、桉木三类木材；其石材亦使用了花岗岩和青斗石。利用进口木材建造的大厝梁柱相当高大，增强了建筑整体的宽敞感；利用“泉州白”花岗岩石板、长条“地牛”和高腰“柜台脚”构筑的墙裙、墙堵相当厚实，增强了建筑的厚重感。

## 建筑雕饰

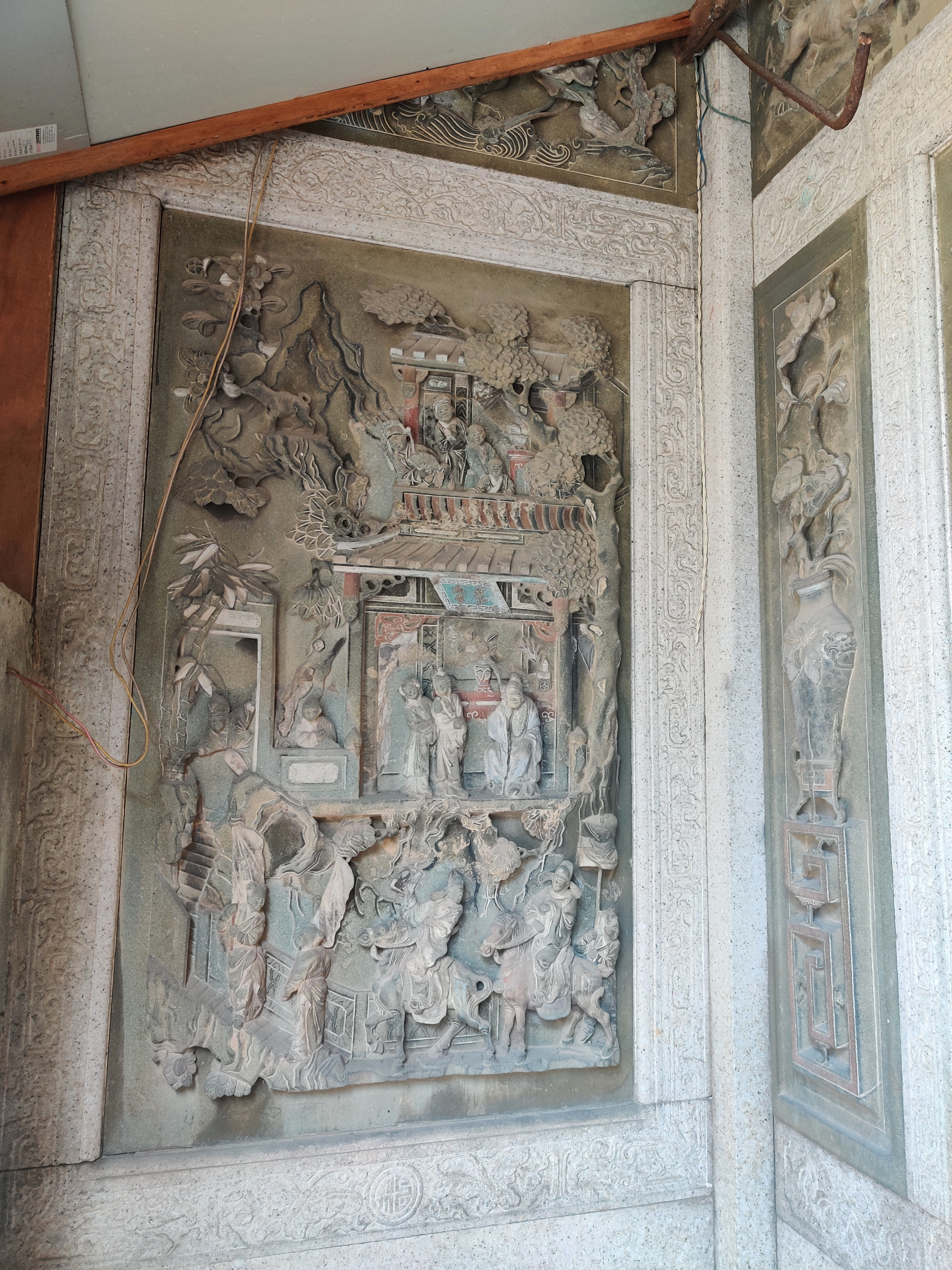
卢厝前落的一处砖雕

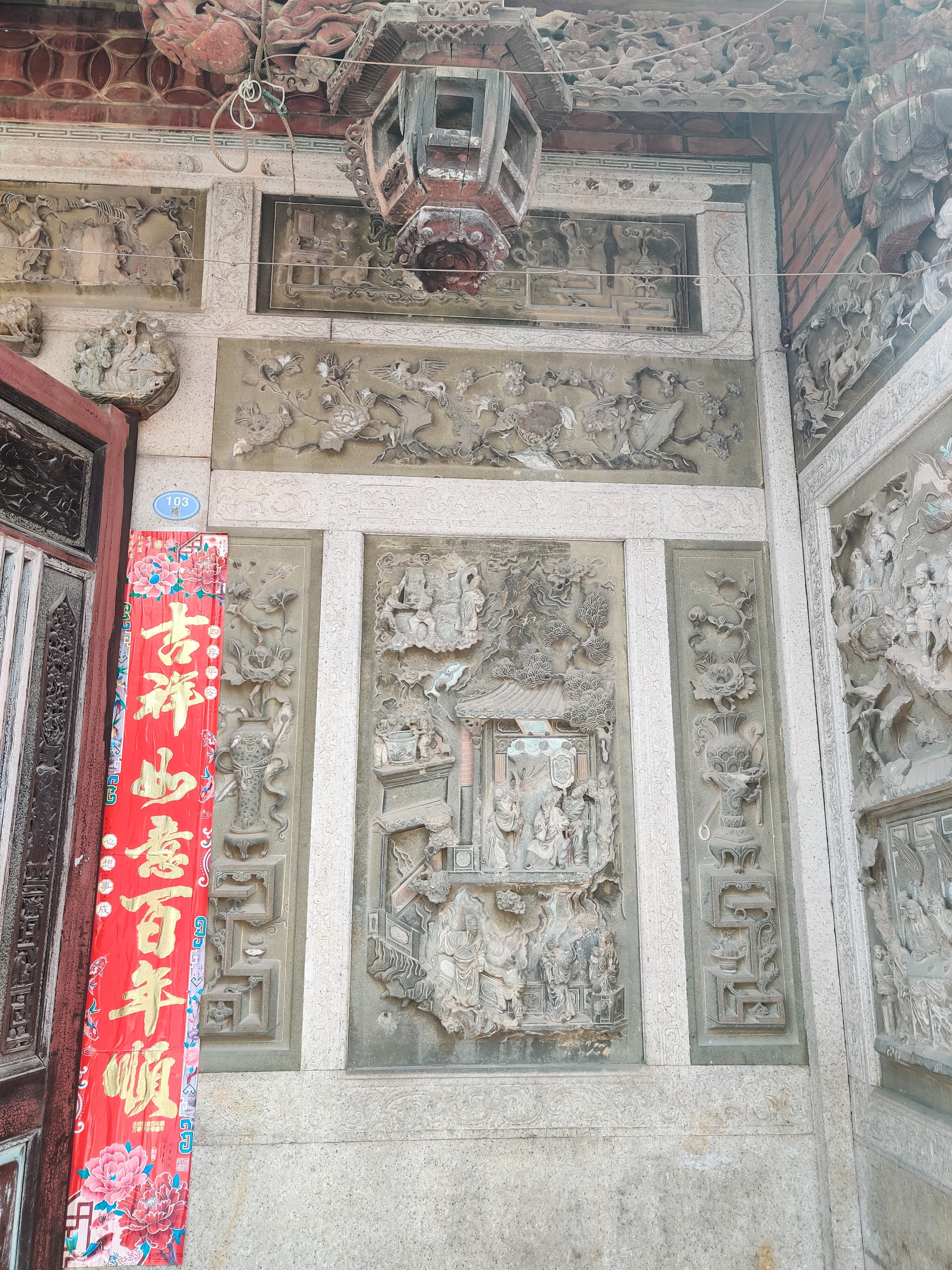
卢厝前落的另一处砖雕

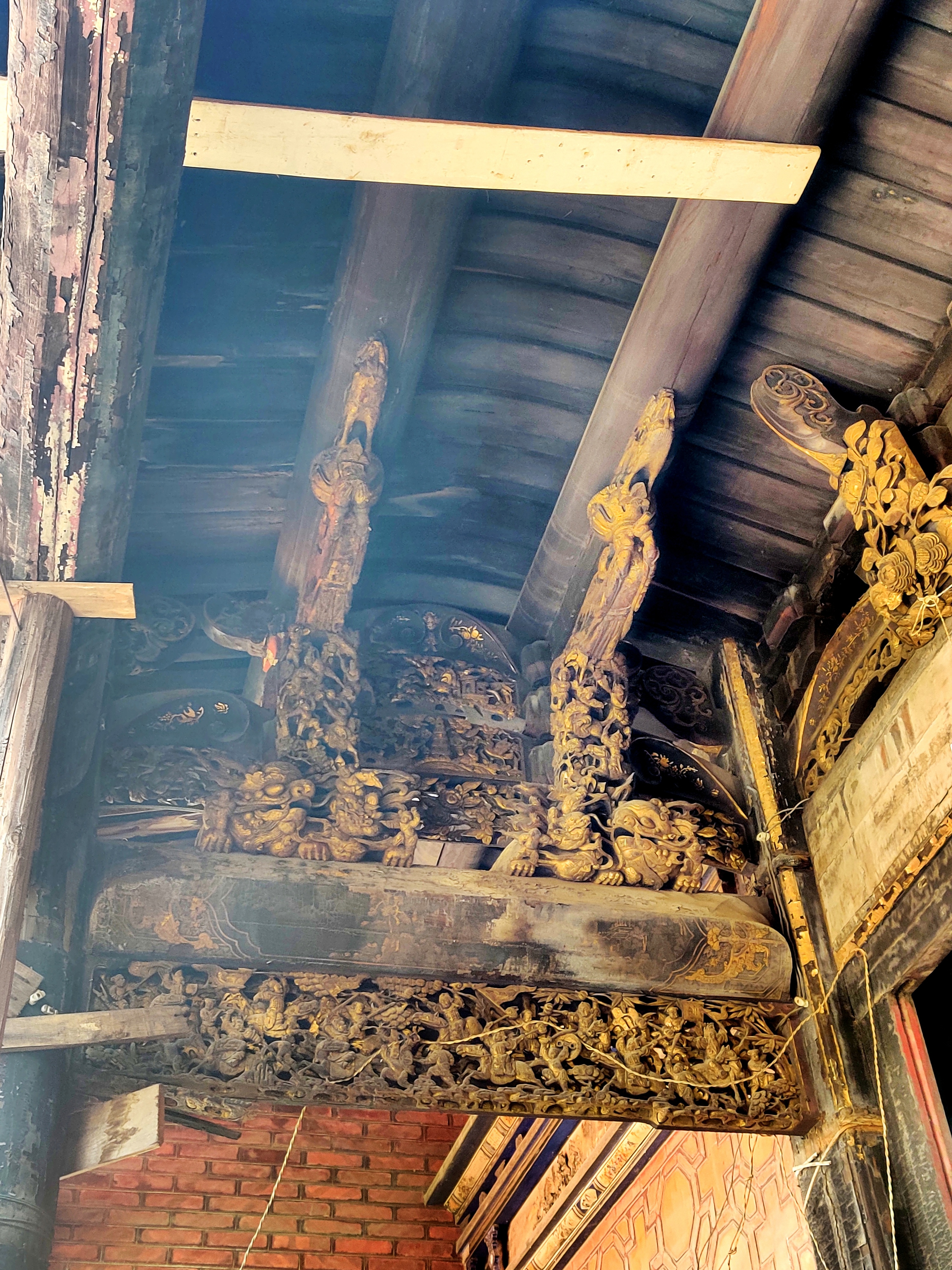
卢厝后落檐廊步通木雕

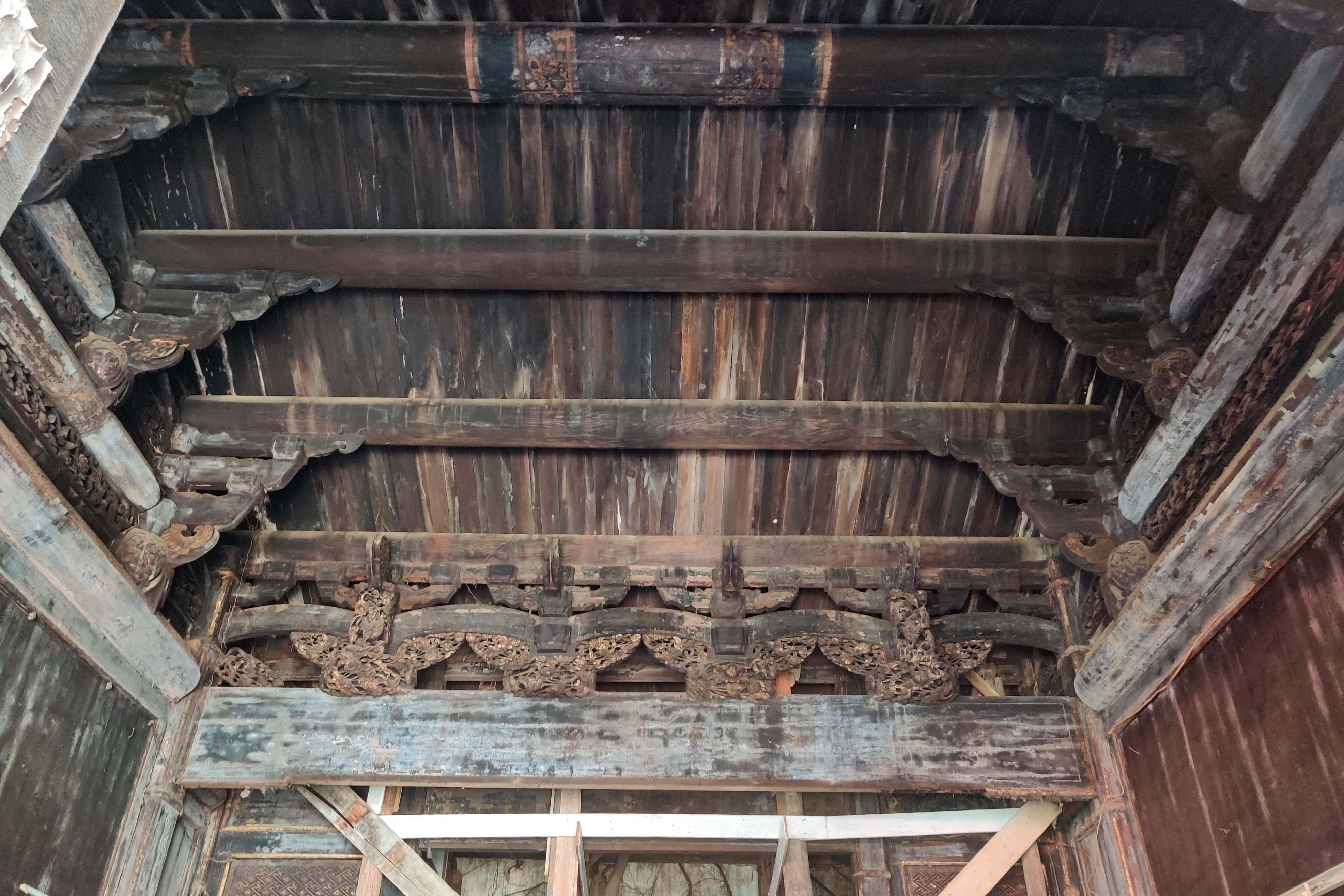
卢厝后落，房梁上的木雕

福海卢厝汇聚了闽南传统民居的各式雕饰手法。其主要墙体的正面以红砖组砌或拼贴、白灰勾缝构成各种花纹或文字图案，红白相间，色彩鲜明，如门面墙堵拼成“天官赐福”等：门窗、墙堵的石雕装饰则以磨光的白色花岗岩为框，内嵌精致的青石雕构件，青白相衬，与红砖墙面花纹相互协调、呼应。石雕普遍采用浮雕、透雕及浅刻等技法，雕刻出各式生动自然的动植物形象和栩栩如生的戏剧神话故事，这在院门、前落凹寿、护龙过水门和后落檐廊表现得尤为典型。其既有刀光剑影的打斗场景，也有“渔樵耕读”、“仕农工商”的日常生活写照，还有寓意吉祥平安、富贵有余的宝瓶钟鼎、花鸟鱼虫图案。此外，精细石活之作还体现在各种夔龙纹“地牛”、“柜台脚”、雕花柱础及匾额、花板上。
福海卢厝的木雕也具有相当的水准。梁枋间生灵活现的狮兽、人物、花鸟等坐斗和饰件以及玲珑剔透的莲花垂栱无不体现了工匠的高超技艺，檐廊上方那栩栩如生的“飞天”挑檐托木尤为罕见：厅堂梁架和檐廊步通、员光、梁巾漆金雕花板，既稳定梁架、填补空间，又因其以长条形展开雕刻的古典刀马人物故事题材为主，雕刻纤细多层，造型生动传神，场面恢宏壮观，宛若历史长卷：后厅神龛上开天垛的枋间铺作及过堂门上方镶嵌的漆金花鸟纹雕花板精美完好；寿梁和桁枋还可见各种花鸟人物图案的黑地描金彩绘。隔扇门、槛窗等雕刻更是花样众多，有以卡榫斗拼图案或诗句文字来装饰的窗棂花格，有各种花鸟图案的漏空窗花格心，甚至还有以镶嵌手法拼成的梅兰竹菊阳文纹饰的裙板。精雕细刻的木构件均施以金彩为主的多种彩绘，为建筑增添了一丝金碧辉煌。
此外，大厝外墙“水车堵 （页面存档备份，存于）”的泥塑浮雕、“交趾陶”装饰、屋顶通脊和山尖“财神洞”的五彩瓷片剪贴装饰以及檐口下彩绘边饰和廊道白灰墙面的水墨山水画，都是闽南传统民居特有的装饰技巧，院门正面和方亭旁墙面还装饰着陶瓷粘贴和石板摹刻的唐英、張瑞圖、呂世宜、郭尚先等闽南书画名家的诗词墨迹，显现出厝主高雅的情趣。

## 花砖
根据卢安邦曾孙卢合溪的说法，福海卢厝内黑白相间的水泥花砖，正是建厝时从菲律宾购买而来的。这种花砖同当时中国生产的，相似图案造型的花砖有一定差异，它采用黑白灰三种颜色，其中白为底色，黑与灰为图案色。砖面上，两组菱形图案十字交叉，以中心轴对称形式作辐射状展开，彼此之间衔接紧密，色彩结合处整齐而未有形变。这些花砖的用色体系同福海卢厝的闽南传统风格相称，其工艺之精湛，哪怕是当时中国的生产工艺水平也是很难达到的。